# Lomatia fraseri
Lomatia fraseri är en tvåhjärtbladig växtart som beskrevs av Robert Brown. Lomatia fraseri ingår i släktet Lomatia och familjen Proteaceae. Inga underarter finns listade i Catalogue of Life.